# Llinda de cal Borni
La Llinda de cal Borni és una obra de Sant Gregori (Gironès) inclosa a l'Inventari del Patrimoni Arquitectònic de Catalunya.

## Descripció
Llinda de pedra d'una sola peça situada en una porta de típica reminiscència medieval, les pedres superiors dels dos brancals es desplacen cap a l'interior per ajudar a la llinda a salvar la llum del forat.
És la porta d'accés a l'interior d'un antic mas situat al veïnat de La Vileta.

## Història
A la pedra de la llinda hi ha cisellats uns signes, algun de caràcter religiós, i unes inscripcions bastant il·legibles.